# Ouénané
Ouénané, également orthographié Wénané, est une localité située dans le département de Mané de la province du Sanmatenga dans la région Centre-Nord au Burkina Faso.

## Histoire
En avril 2014, un conflit de longue date dans l'utilisation des terres entre les agriculteurs de Noungou de Komestenga et les éleveurs de Bouidi et Ouénané a entrainé d'importantes violences entre les villageois des trois localités aboutissant à un mort, deux blessés et des déplacés à Bouidi et Ouénané à la suite d'incendies des habitations.

## Éducation et santé
Le centre de soins le plus proche de Ouénané est le centre de santé et de promotion sociale (CSPS) de Mané tandis que le centre hospitalier régional (CHR) se trouve à Kaya.
Ouénané possède une école primaire publique,.